# Jindřich Knapp
Jindřich Knapp (1895 Praha – 1982 Praha) byl československý automobilový závodník. Závodil na vozech Walter jako tovární jezdec. Jeho největším úspěchem bylo vítězství v II. ročníku závodu 1000 mil československých na voze Walter Standard S v roce 1934 a 4. místo v mezinárodním závodu na Masarykově okruhu na voze Walter Junior S v roce 1933. V polovině 20. let 20. století dostal nabídku závodit na automobilech Alfa Romeo.

## Životopis
Narodil se v Praze v roce 1895. Vyučil se strojním zámečníkem (1909-1912) v továrně smíchovského podnikatele Josefa Waltera. Bydlel na Smíchově čp. 856, Praha XVI. (dnes Kováků) nedaleko Waltrovy provozovny, která byla v podstatě "za rohem", Na Zatlance čp.1120/6. Později se stal někdejší učeň Jindřich Knapp nejúspěšnějším závodníkem továrny J. Walter a spol.. V roce 1915 byl odveden k 28. pěšímu pluku, ale po několika měsících byl vyreklamován zpět do továrny. Byl skvělým mechanikem, později byl mistrem na motorárně. Bydlel s manželkou Josefou přímo v jinonické továrně, v domě Jinonice č.p. 346, až do roku 1937, kdy tento objekt byl zbořen a byl nahrazen přístavbou "betoňáku". Továrnou Walter zapůjčené automobily si přestavoval a upravoval na závodní stroje s jemu podobnými nadšenci jako on. Závodil jako tovární jezdec po celou svou sportovní dráhu pouze na vozech Walter. Po skončení závodnické kariéry Jindřich Knapp zůstal zaměstnancem jinonické továrny Walter, později přejmenované na Motorlet, n.p. Za války pracoval v karosárně, v roce 1952 byl vedoucím montáže a v roce 1956 byl zmiňován jako vedoucí zkušeben motorů. Jindřich Knapp počátkem 60. let odešel do důchodu. V druhé polovině 60. let 20. století byl členem Veteran klubu závodníků (Svaz závodníků veteránů) a mj. se zasloužil o obnovení závodu do vrchu Zbraslav-Jíloviště (Veteran Car Club Praha, 1968). Pořádání jízdy podpořili pamětníci, paní Eliška Junková věnovala putovní pohár pro nejúspěšnějšího účastníka na vozidle československé výroby, mezi účastníky byl  ing. Jaroslav Hausman (šéfredaktor Světa motorů) na MG a Jindřich Knapp na Walteru, v některých ročnících byl starterem ing. Jan Křivka.

Jindřich Knapp zemřel v Praze v roce 1982 ve věku 87 let.

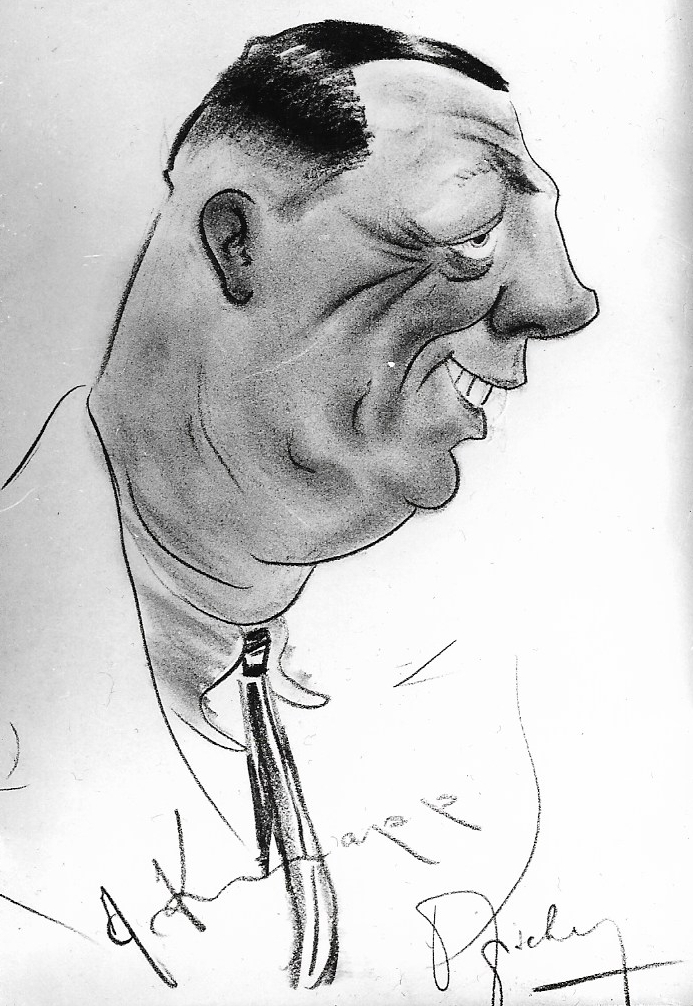
Jindřich Knapp na dobové karikatuře (1934)

## Největší úspěchy
- Vítězství v závodě 1000 mil Československých na voze Walter Standard S v roce 1934
- Vítězství v závodech do vrchu Stožec (Schörber) u Rumburku na voze Walter 0 v roce 1924
- Vítězství v závodech do vrchu Panorama v Karlových Varech na voze Walter 0 v roce 1925
- Vítězství ve třídě v závodech do vrchu Zbraslav-Jíloviště v letech 1921–2 (Walter WZ), 1924–5 (Walter 0), 1929 (Walter 6-B)
- Vítězství ve třídě v závodech do vrchu Brno-Soběšice na voze Walter 0 v roce 1925
- Vítězství ve třídě v závodech do vrchu Ecce Homo u Šternberka na voze Walter Junior S v roce 1933
- 2. místo v závodě 1000 mil Československých na voze Walter Junior S v roce 1933
- 4. místo ve třídě Voiturette (do 1,5 l) v závodě na Masarykově okruhu na voze Walter Junior S v roce 1933
- 8. místě v absolutním pořadí a 3. místo ve třídě v ME v závodech do vrchu Zbraslav-Jíloviště na voze Walter Super 6B v roce 1930
- účastník Rallye Monte Carlo na voze Walter Junior v roce 1934
- účastník v kategorii A (hlavní závod) na 1. Masarykově okruhu na voze Walter Super 6B v roce 1930
- člen vítězného týmu ve vytrvalostních soutěžích spolehlivosti:

1. Jízda na 10 000 km Evropou (AvD 10000 km Fahrt) na voze Walter Super 6 v roce 1931
2. Soutěž spolehlivosti na 2000 km Kolem republiky na voze Walter WZ v roce 1921
3. Velká soutěž spolehlivosti Československem na voze Walter Junior v roce 1933

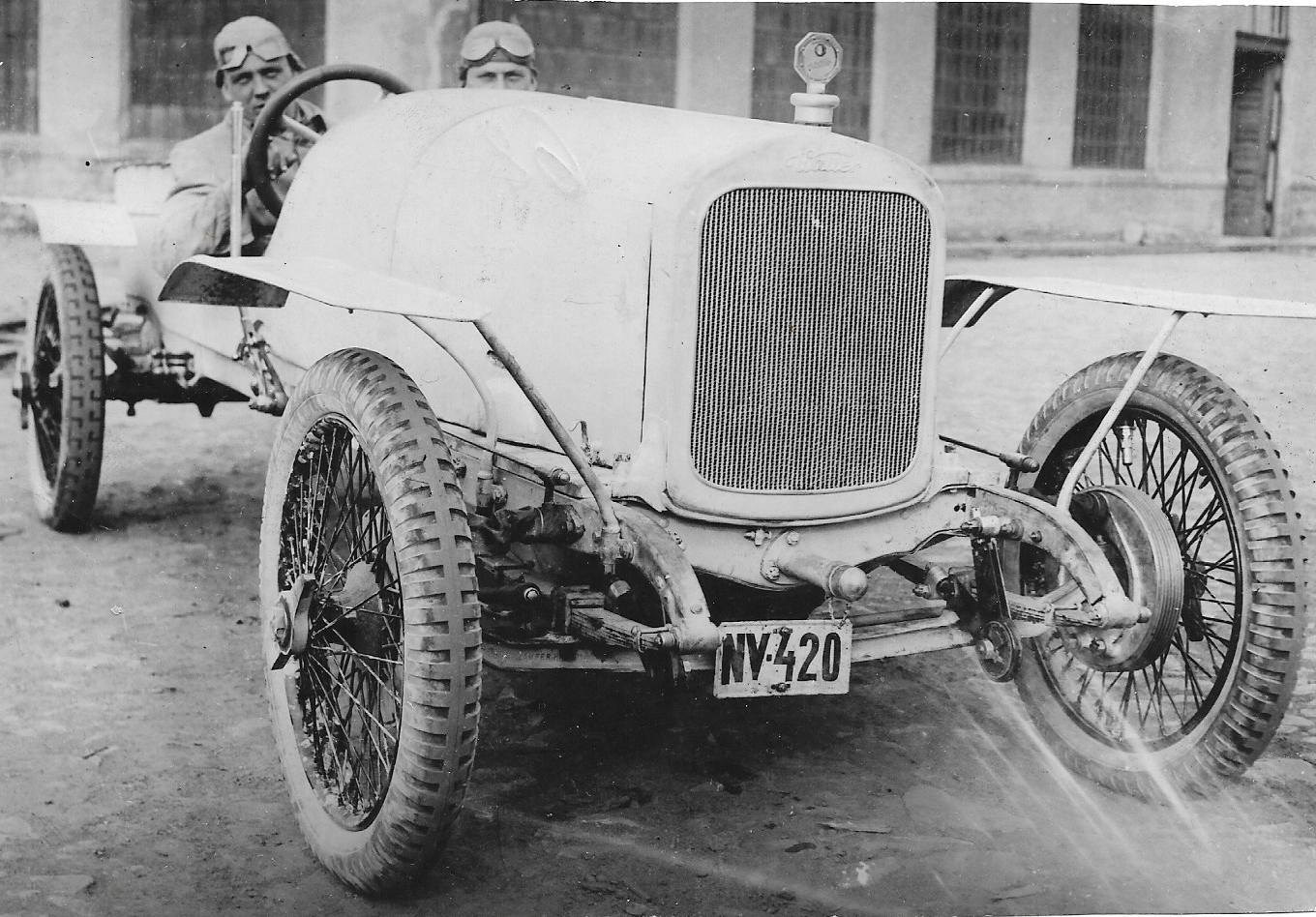
Jindřich Knapp, Walter WIZ (Zbraslav-Jíloviště 1921–2)

## Ocenění
- Zlatý odznak Sportovní komise Autoklubu Republiky Československé (1934)
- Zasloužilý mistr sportu (6.2.1970)

## Závodní kariéra
- 1913

Jako spolujezdec a mechanik s ing. Tobkem vyhráli 13. dubna v čase 7:31,4 min třídu tříkolek (VI. kategorie) v závodě do vrchu Zbraslav-Jíloviště.
- 1914

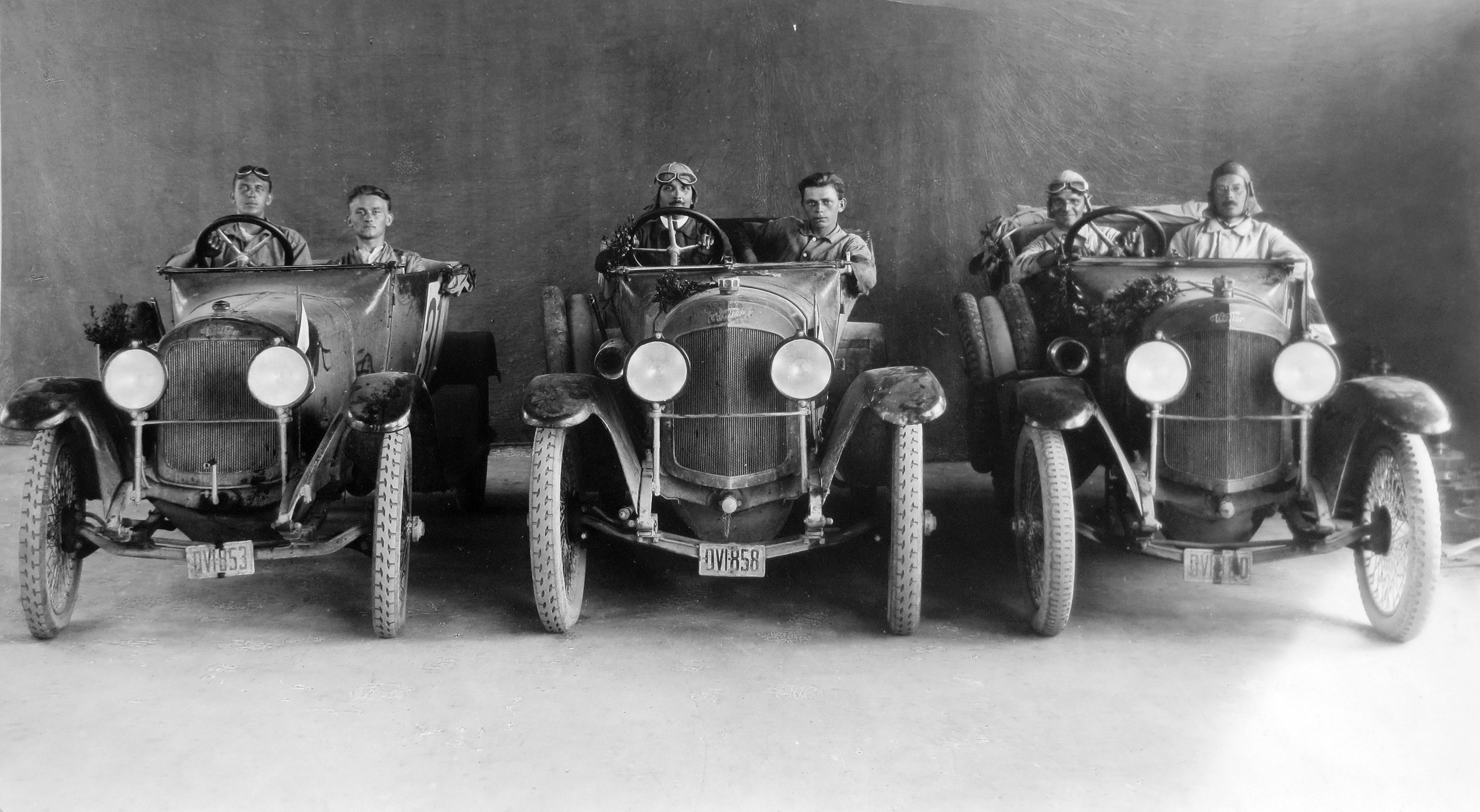
Walter – vítězný tým Jízda spolehlivosti 1921, zcela vlevo Jindřich Knapp

Ve svém prvním závodě v životě – do vrchu Jíloviště–Řídka (nyní Řitka) na motocyklu Walter obsadil mladý Jindřich Knapp (19) ve své třídě 2. místo.
- 1921

Do závodního vozu Knapp usedl poprvé v květnu 1921 na závodu do vrchu Zbraslav-Jíloviště. Ve svém prvním automobilovém závodu (V. ročník, 22. května) v životě zvítězil na prototypu Walter WIZ v třídě cestovních automobilů do 1,75 l v čase 5:15,5 min. V červenci 1921 (25.–31. července) získávají Waltry WZ a WIZ v sedmidenní soutěži spolehlivosti na 2000 km Kolem republiky putovní cenu Čs. klubu automobilistů pro tříčlenné týmy a Cenu MNO nejlepšímu týmu na domácích vozech (Pinner, Wiesner, Knapp). Jindřich Knapp navíc získává Cenu Ministerstva veřejných prací pro jezdce na nejslabším voze domácího původu bez trestných bodů.
- 1922

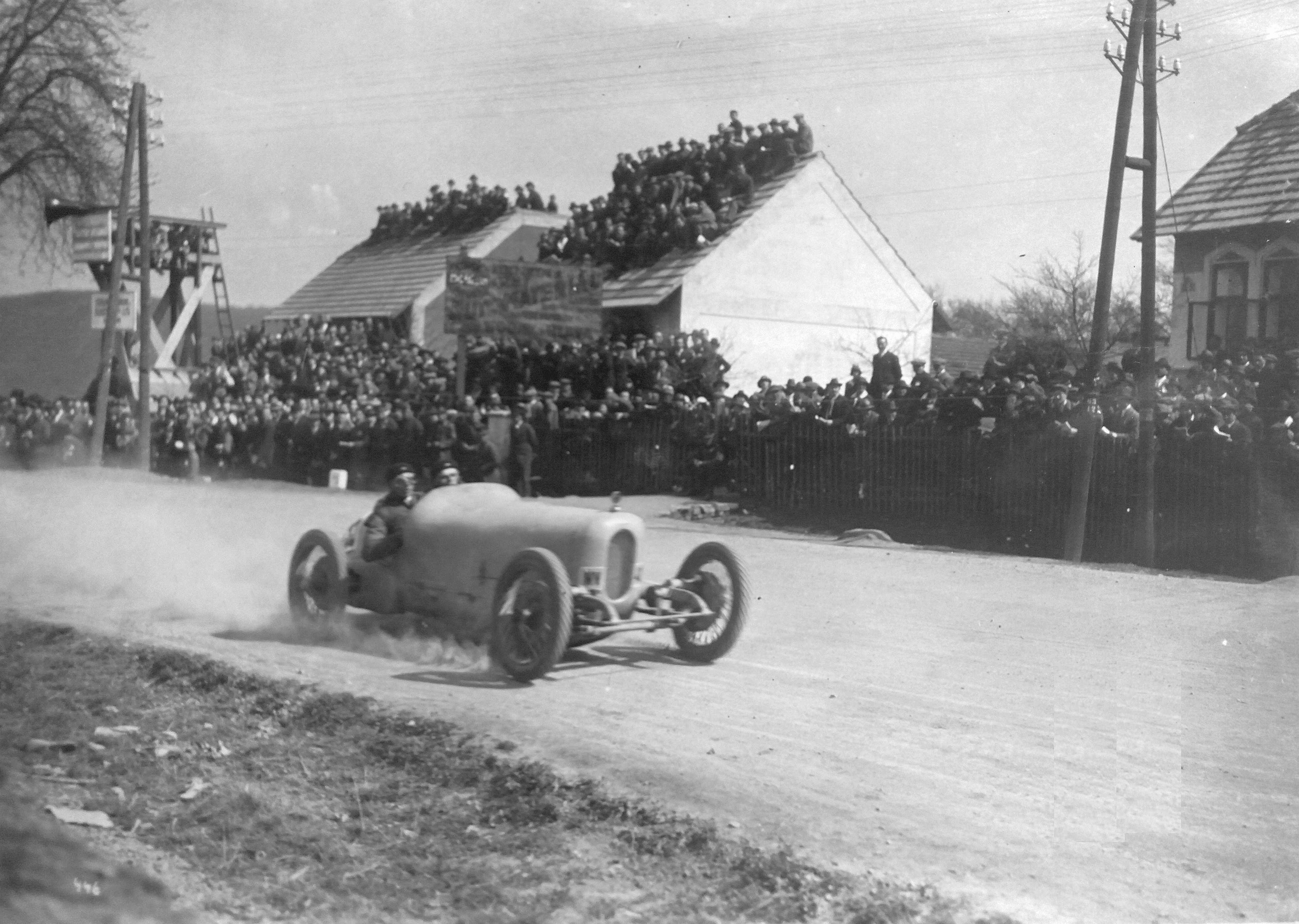
Jindřich Knapp (Walter 0) na trati Zbraslav-Jíloviště 1925

V roce 1922 byla sportovní sezóna opět zahájena závodem do vrchu Zbraslav-Jíloviště (30. dubna). Jindřich Knapp zvítězil na prototypu Walter WIZ v třídě cestovních automobilů do 1,75 l. v čase 4:46,45 min. V automobilové soutěži Kolem republiky (25. června-1. července) Knapp obdržel trestné body za "přerušení jízdy", když při startu v Bratislavě do V. etapy mu sice motor ihned naskočil, ale po ujetých 6 m se zastavil, což odporovalo propozicím. Za vinu byl označován "nassávač" Pallas, ale potíží s upraveným vozem Walter WIZI se zdvihovým objemem pod 2 l (1997 cm³) bylo více, protože již v II. etapě (Opava-Prešov) jízdu přerušil a také byl potrestán za porušení plomb (úprava na výfukové rouře) před VI. etapou (Č. Budějovice-Praha). Se 17 trestnými body obsadila posádka Knapp-Nový až 25. místo.
- 1923

V den zahájení oficiálních tréninků na závod do vrchu Zbraslav-Jíloviště ve středu 25. dubna se na trati objevil Jindřich Knapp s novým závodním vozem Walter s dvoulitrovým motorem. O den později měl Knapp vážnou nehodu. Ve známé esovité zatáčce pod Velitelským pahorkem za osadou Baně (Na Beránku 364 m n. m.) mu praskla pneumatika a Knapp udržel vůz na silnici pouze tím, že jej namířil přímo na šikmou podporu telegrafního sloupu. Knapp i jeho mechanik Vojíř vyvázli bez zranění, ale vůz měl poškozený chladič a ventilátor. Vůz se do závodu 29. dubna nepodařilo uschopnit. Čest značky Walter zachraňoval "osiřelý" Vincenc Desenský na Walteru WIZ vítězstvím v třídě do 1,75 l. Loňský čas Knappa v této třídě překonal o více než půl minuty.
- 1924

V dubnu 1924 byl při příležitosti XVI. mezinárodního autosalónu v Praze uspořádán VIII. ročník (20. dubna) mezinárodního závodu do vrchu Zbraslav-Jíloviště. Jindřich Knapp obsadil 3. místo v absolutním pořadí a rovněž 3. místo v kategorii závodních vozů do 2000 cm³ v čase 3:33,6 min., když lepšího času dosáhly jen dva závodní, tovární Mercedesy s kompresorem (1. Otto Salzer a 2. Otto Merz.). Knapp na Waltru 0 (1945 cm³) získal Cenu Ministerstva obrany určenou nejrychlejšímu vozu čs. výroby.

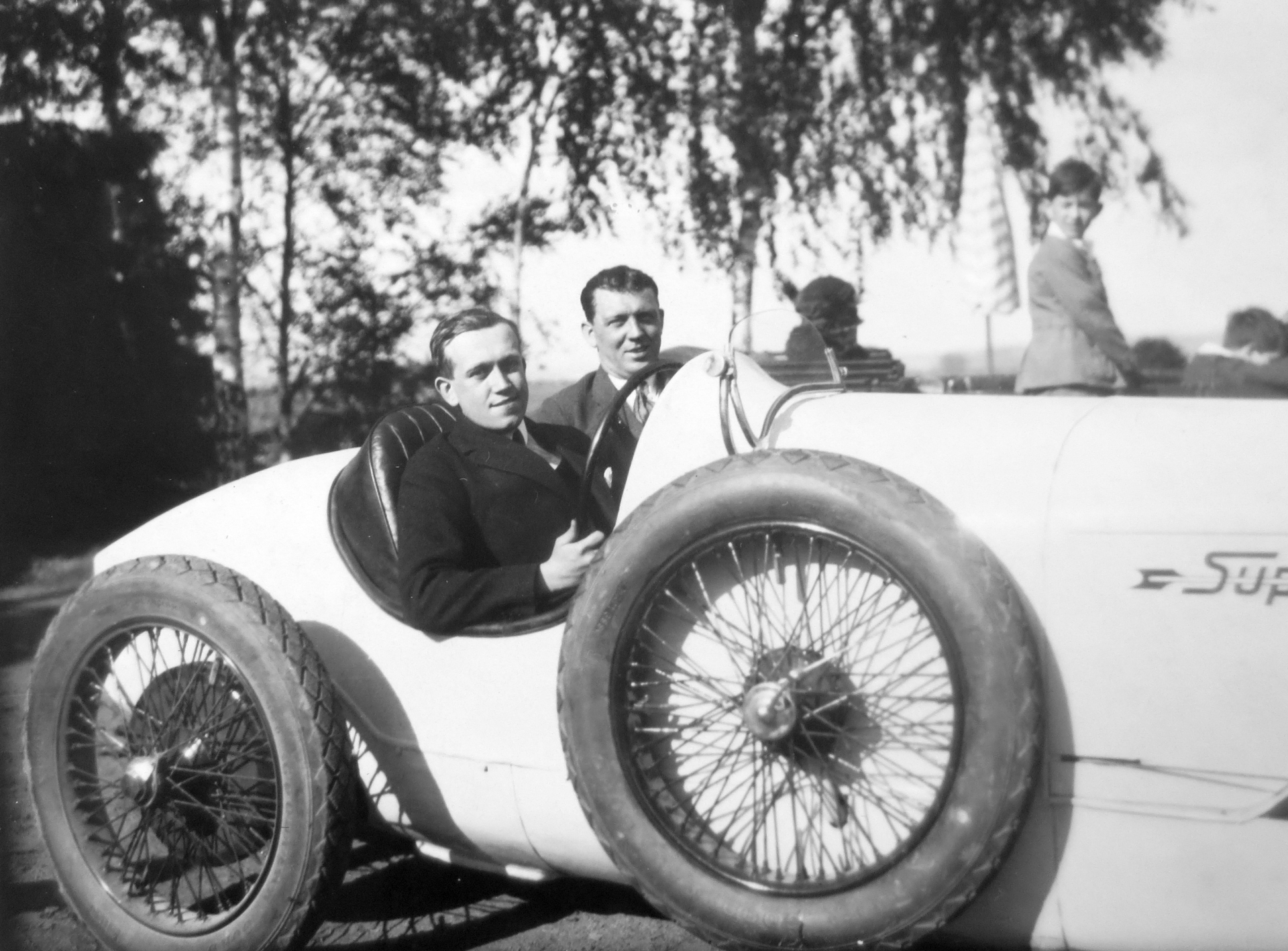
Antonín Kumpera a Jindřich Knapp (Walter Super-Sports 1927), přestavěný Walter 0

Nordbömischer Kraft Fahrer Bund (Severočeský svaz závodníků) z České Lípy uspořádal IV. ročník (6. července) závodu do vrchu Schöberbergrennen (Schöber/Stožec) trati od jiřetínské křižovatky (Na Mýtě) na Novou Huť se stoupáním až 12 %. Jindřich Knapp na voze Walter 0 zvítězil ve třídě mimosériových, závodních vozů do 2000 cm³ v čase 2:25,8 min. a zvítězil i v absolutním pořadí závodu. Současně vytvořil i nový rekord trati.
- 1925

I v roce 1925 (13. dubna, IX. ročník) se továrna Walter zúčastnila s upraveným vozem a novým motorem Walter 0 (2368 cm³) závodu Zbraslav-Jíloviště. Vůz opět řídil Jindřich Knapp a zvítězil v kategorii závodních vozů do 3000 cm³ v čase 3:19,1 min. a v absolutním pořadí obsazuje 5. místo. Opět se stal nejrychlejším závodníkem na stroji československé výroby a vytvořil čs. rekord, jak píše V. Heinz v Národních listech.

Věhlas získával i závod do vrchu Brno/Královo Pole – Soběšice. Pořadatelem šesti předválečných ročníků byl ČAMS (Československý automobilový klub pro Moravu a Slezsko). Ve II. ročníku tohoto závodu konaném 10. května v kategorii závodních vozů přes 2 litry zvítězil J. Knapp (Walter 0) v čase 3:03,1 min. a vytvořil nový rekord třídy. V absolutním pořadí skončil Knapp 2., za Čeňkem Junkem na Bugatti. O 2 měsíce později 5. července se stal Jindřich Knapp na Walteru 0 vítězem třídy závodních automobilů do 3000 cm3 v 5. ročníku závodu do vrchu Schöber (Stožec) u Rumburku, když dosáhl času 2:16,1 min. a v absolutním pořadí skončil druhy za Čeňkem Junkem na Bugatti. A o týden později (12. července) se stává Jindřich Knapp na "dvouapůllitrovém" Walteru 0 absolutním vítězem a vítězem třídy závodních vozů do 3000 cm³ ve III. ročníku mezinárodního závodu do vrchu Panorama u Karlových Varů, když Junkovi jedoucím na Bugatti oplatil porážku z Brna a z Rumburku. Pořadatelem závodů byl Egerländer Automobil-Club z Karlových Varů. Trať měřila 4 km. Knapp dosáhl času 1:59,5 min a vytvořil nový rekord trati.
- 1927

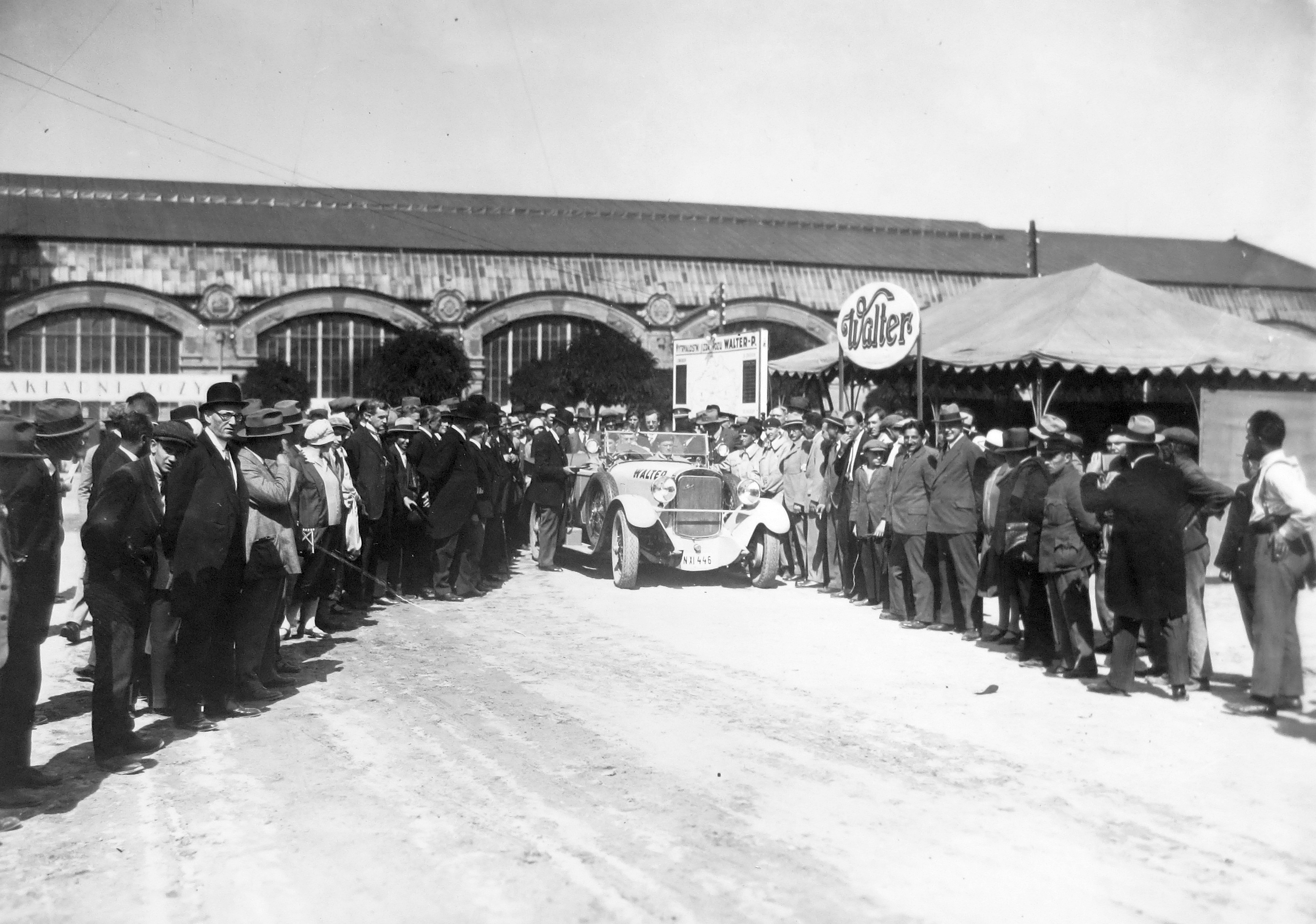
Walter P, start vytrvalostní jízdy 10000 km při XIX. pražském autosalonu v roce 1927

V roce 1927 při příležitosti XIX. pražského autosalonu vyhlásilo vedení firmy pokus o rekordní vytrvalostní jízdu Walter 10 000 km s vozem Walter P III. Trasy, po nichž se jezdilo déle než týden, paprskovitě vybíhaly z Prahy a tam se také vracely. Start a cíl všech 4 okruhů byl na výstavišti, kde měli jezdci zásobovací stanici. V den zahájení autosalonu, v sobotu 3. září, byla jízda přesně ve 12 h za přítomnosti mnoha oficiálních hostí slavnostně odstartována. Za volantem se střídali tovární jezdci Knapp, Němota, Traube a Havlíček. Vytrvalostní jízda byla ukončena v neděli 11. září o 16 h 20 min. Tovární jezdci ji absolvovali za necelých 200 hodin a ujetá vzdálenost činila 10 017 km při průměrné rychlosti 52,6 km/h. Jindřich Knapp, který urazil více než polovinu ujeté vzdálenosti, získal za rekordní, vytrvalostní jízdu Čestnou cenu sportovní komise AKRČs. Při prvním „nasazení“ sám řídil automobil nepřetržitě 55 hodin a ujel 2844 kilometrů.
- 1929

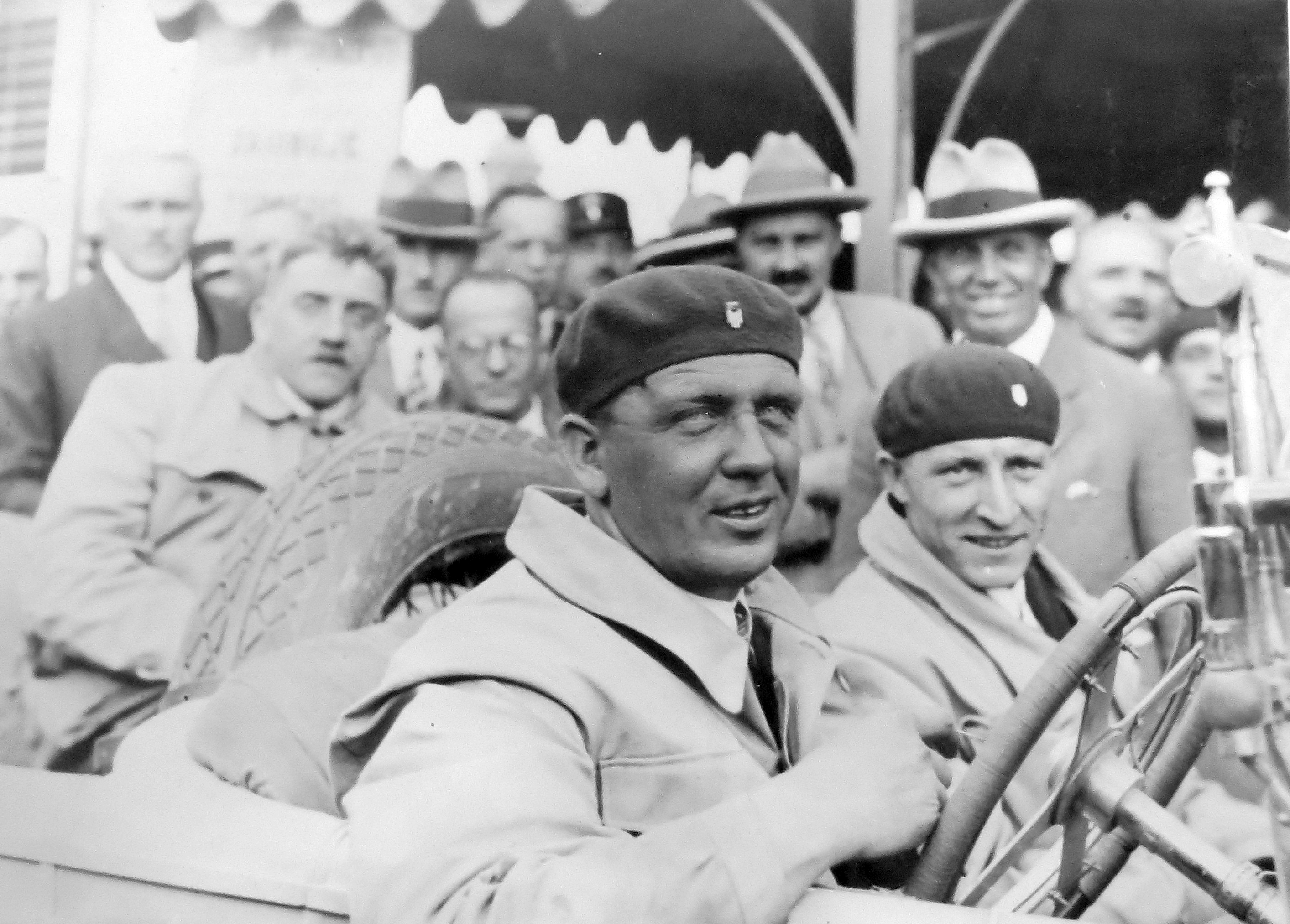
Walter P, Knapp a Traube na jízdě Walter 10000 km (1927)

Jeden z prvních vozů Walter 6-B se úspěšně zúčastnil 12. ročníku závodu do vrchu Zbraslav-Jíloviště konaném dne 28. dubna. Tovární jezdec Jindřich Knapp zvítězil v kategorii cestovních vozů do 3000 cm3 v čase 3:42,7 min.
- 1930

V roce 1930 byl postaven závodní vůz Walter Super 6B se standardním motorem o objemu válců 3257 cm³ (Walter Super 6), avšak s kompresorem Roots, čímž jeho výkon vzrostl na 84,6 kW/115 k při 5200 ot./min. Vůz dosahoval rychlosti 190 km/h. Jezdec Jindřich Knapp (s mechanikem Karlem Vojířem) zajel skvěle a ve třídě závodních vozů do 5000 cm3 obsadil třetí místo v čase 3:05,7 min. a celkově skončil na 8. místě. Redaktor Heinz z magazínu Auto o voze napsal, že je to nejrychlejší vůz, který byl do té doby v Československu postaven. Tento primát zůstal Waltru Super 6B přes 20 let, až do října 1953.

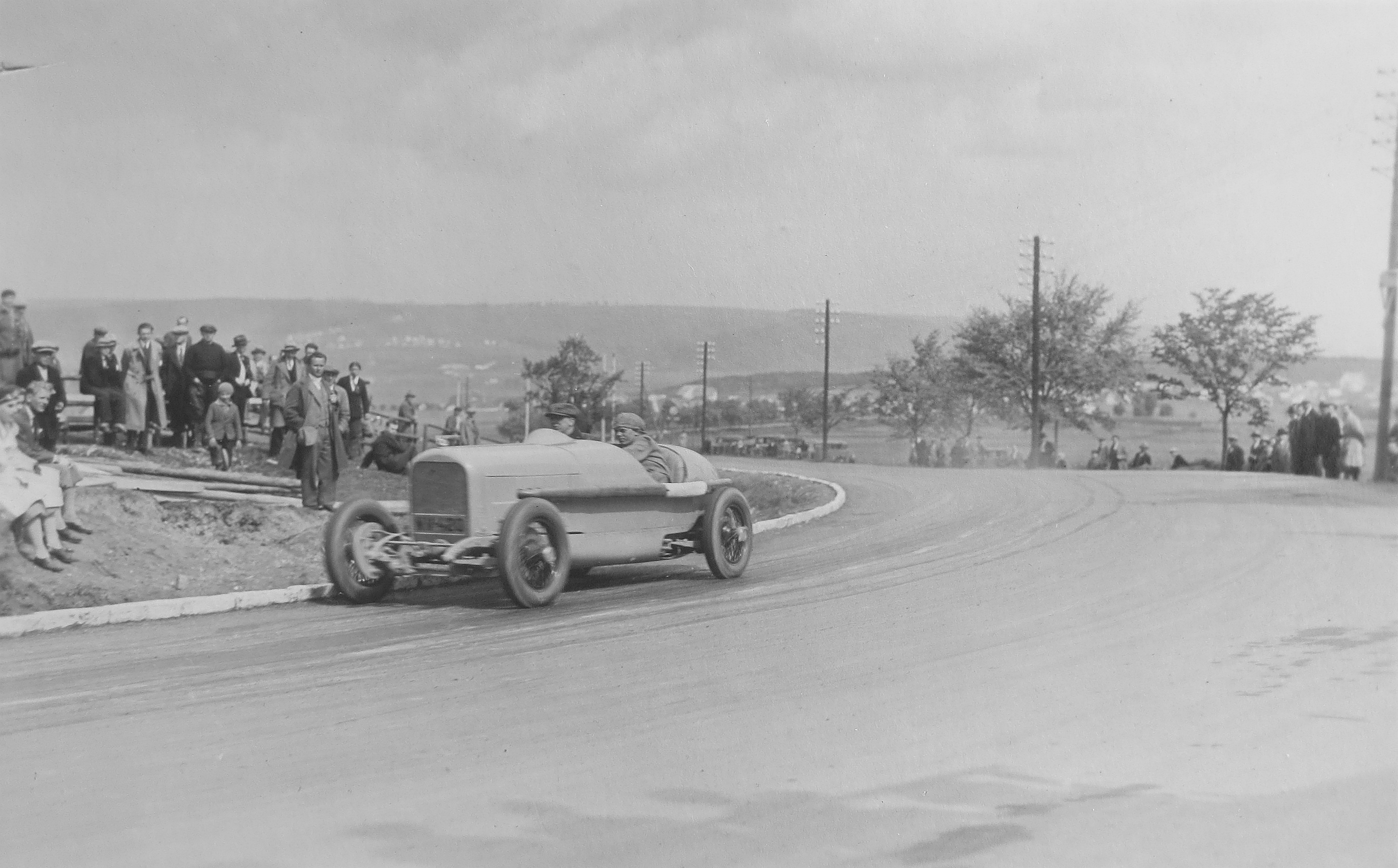
Jindřich Knapp-Karel Vojíř, Walter Super 6B, trénink na Zbraslav-Jíloviště (1930)

Na přelomu května a června 1930 byla vykonána propagačně-zkušební jízda Waltrem 6-B z Prahy na horské sedlo Katschberg (1738 m n. m.) na hranicích Salcburska a Korutan a zpět přes Gaisberg u Salcburku (1287 m n. m.) do Prahy. Jízda byla vykonána šestimístným předváděcím vozem z pražské prodejní filiálky, který už měl před jízdou najeto svých 40 000 km. Vůz hlavně řídil Jindřich Knapp, ale za volantem se objevili i bratři Kumperové (generální ředitel ing. Antonín "Teny" Kumpera a obchodní ředitel JUDr. Vítězslav Kumpera).

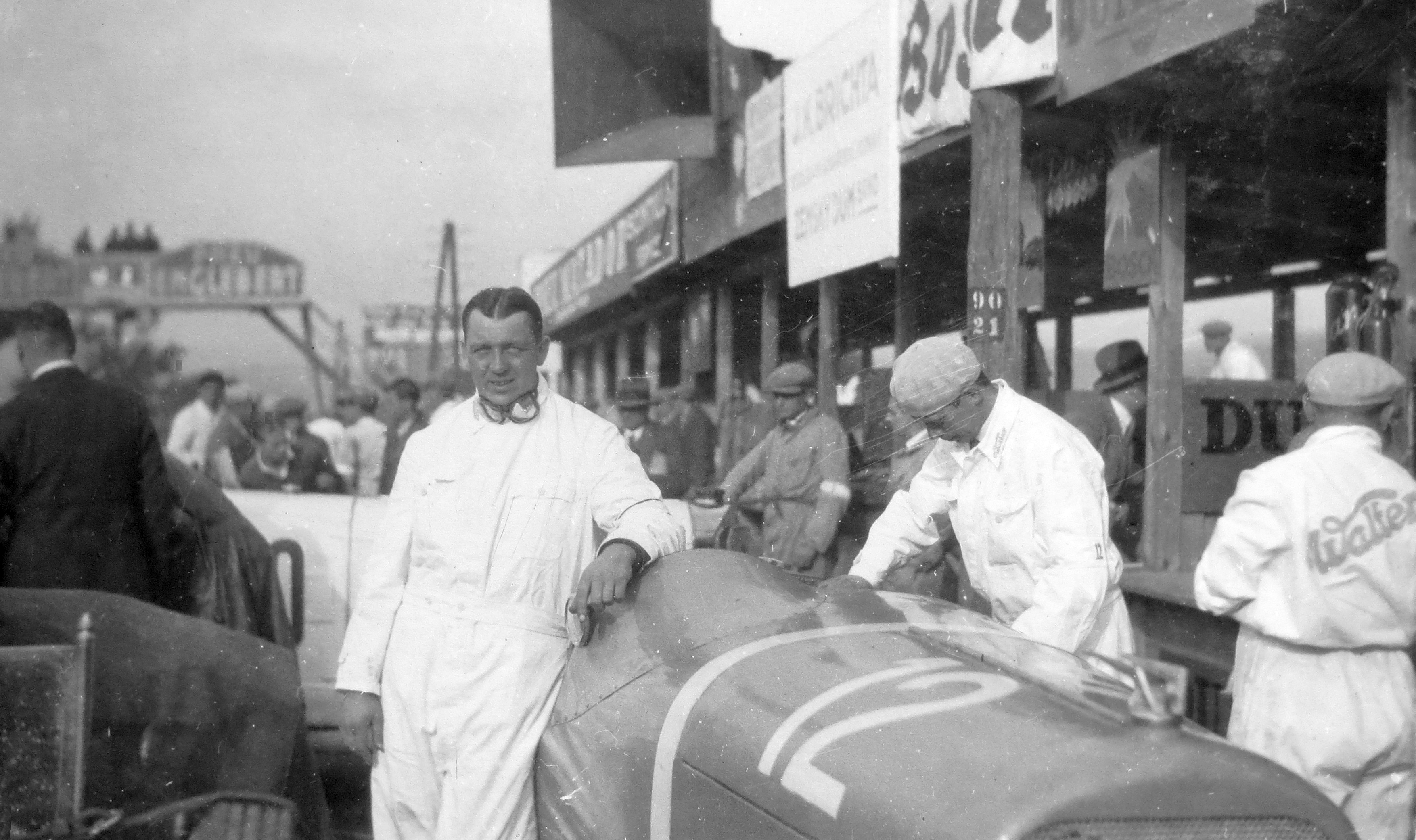
Jindřich Knapp, Walter Super 6B, Masarykův okruh Brno 1930

Vůz Walter Super 6B bez kompresoru dosahoval výkonu: 70 kW/90 k při 4800 ot./min. a max. rychlost kolem 175 km/h. Továrna nasadila tento vůz do 1. závodu Masarykově okruhu v Brně, který vznikl v roce 1930 původně jako přírodní závodní trať. První závod na silničním okruhu u Brna se konal 28. září, a zahájil tak slavnou éru automobilových závodů na Masarykově okruhu v letech 1930–1937. Velmi dobře si vedl Jindřich Knapp (st. č. 12) na Waltru Super 6B. Ve 4. kole zajel nejrychlejší kolo na čs. stroji průměrem 99,8 km/h. Do 11. kola stoupal pořadím až na výborné 5. místo, ale v následujícím okruhu musel pro poškození olejového potrubí, po sjetí do příkopu, odstoupit. Jindřich Knapp obdržel Cenu ing. W. Proskowetze za nejrychlejší kolo (17:31,5 min.) dosažené čs. jezdcem na stroji čs. výroby.
- 1931

Na přelomu května a června 1931 (21. května – 7. června) se tým tří „rudých ďáblů“, jak byl pro svou rudou barvu 3 vozů tým nazván, zúčastnil na sportovních faetonech Walter Super 6, se zaplombovanou kapotou, mezinárodní soutěže Jízda 10 000 km Evropou (AvD 10000 km Fahrt), kterou uspořádal německý autoklub Automobilclub von Deutschland (AvD). Trasa 17denní jízdy (vč. odpočinkových dnů), vedla z Německa přes 10 zemí zpět do Německa (Berlín – Saarbrücken – Ženeva – San Sebastian – Madrid – Lisabon – Barcelona – Řím – Mnichov – Katschberg – Terst – Dubrovník – Záhřeb – Budapešť – Vídeň – Berlín). Soutěž byla rozdělena do devíti etap a měřila celkem 10 255 km, nejdelší etapa vedla z Barcelony do Říma a byla dlouhá 1455 km. Z 88 posádek na startu dojelo do cíle 67 a bez trestných bodů 60 automobilů. Všechny 3 vozy Walter Super 6 v rudých barvách zvládly nástrahy soutěže i závěrečnou zkoušku na okruhu AVUS a zvítězily v soutěži továrních týmů. Mimo to vyhrály třídu nad 2000 cm³. Posádky tří vozů Walter Super 6 (č. motorů 5324, 5326 a 5328) tvořily generální ředitel Walter ing. Antonín „Teny“ Kumpera - Jaroslav Manda (st. č. 63), jeho bratr, obchodní ředitel JUDr. Vítězslav Kumpera - J. Traube (st. č. 65) a tovární jezdec Jindřich Knapp - František Němota (st. č. 64). Na průběh závodu vzpomínal Jindřich Knapp takto: „V našem týmu jel i "Teny" Kumpera, náš generální ředitel. Když jsme přijeli do cíle etapy, šel si oddychnout do hotelu, umyl se a najedl. My jsme se museli starat o všechny tři vozy, lepit neustále propíchané duše a často jsme dostali k jídlu jen bílý pšeničný chléb a uzenky. Když jsme se vraceli z Balkánu na Prahu, kde měl být odpočinek, čekal nás za Voticemi starý Kumpera (Vítězslav Kumpera), prezident firmy. Spokojeně kvitoval dosavadní průběh soutěže a posílal nás dále na Prahu, že počká na syna. Když jsme se dostali do továrny, přivítala mě moje manželka a ředitel Benák. Za několik minut po nás přijel "Teny" Kumpera a vyvolal hádku, protože chtěl přijet do továrny jako první. Jindřich Knapp byl tak "roztrpčen", že chtěl ze soutěže odstoupit a dále nepokračovat. Nejprve ho přemlouval ředitel Benák a pak - už úspěšně - obchodní ředitel Vítězslav Kumpera ml., na jehož přemlouvání Knapp přece jen slyšel. Po nezbytném odpočinku se potom pokračovalo dále do Berlína na závěr soutěže.“
- 1933

V květnu 1933 se uskutečnila 5etapová Velká soutěž spolehlivosti Československem (24.–28. května). Náročná soutěž od délce 2446 km zahajovala v Českých Budějovicích a po 5 dnech končila v Bratislavě. Tříčlenné týmy přihlásily továrny Wikov, Zbrojovka, Aero, Walter a klubové týmy ČAMS a německý autoklub MSAC, mimo to další účastníky představovali jednotlivci. Tým Walter na vozech Walter Junior ve složení JUDr. Vítězslav Kumpera, ing. A. Václavíková-Zichová a Jindřich Knapp získal velký Stříbrný pohár Ligy čs. motoristů a každý z jezdců obdržel i malý Stříbrný pohár.

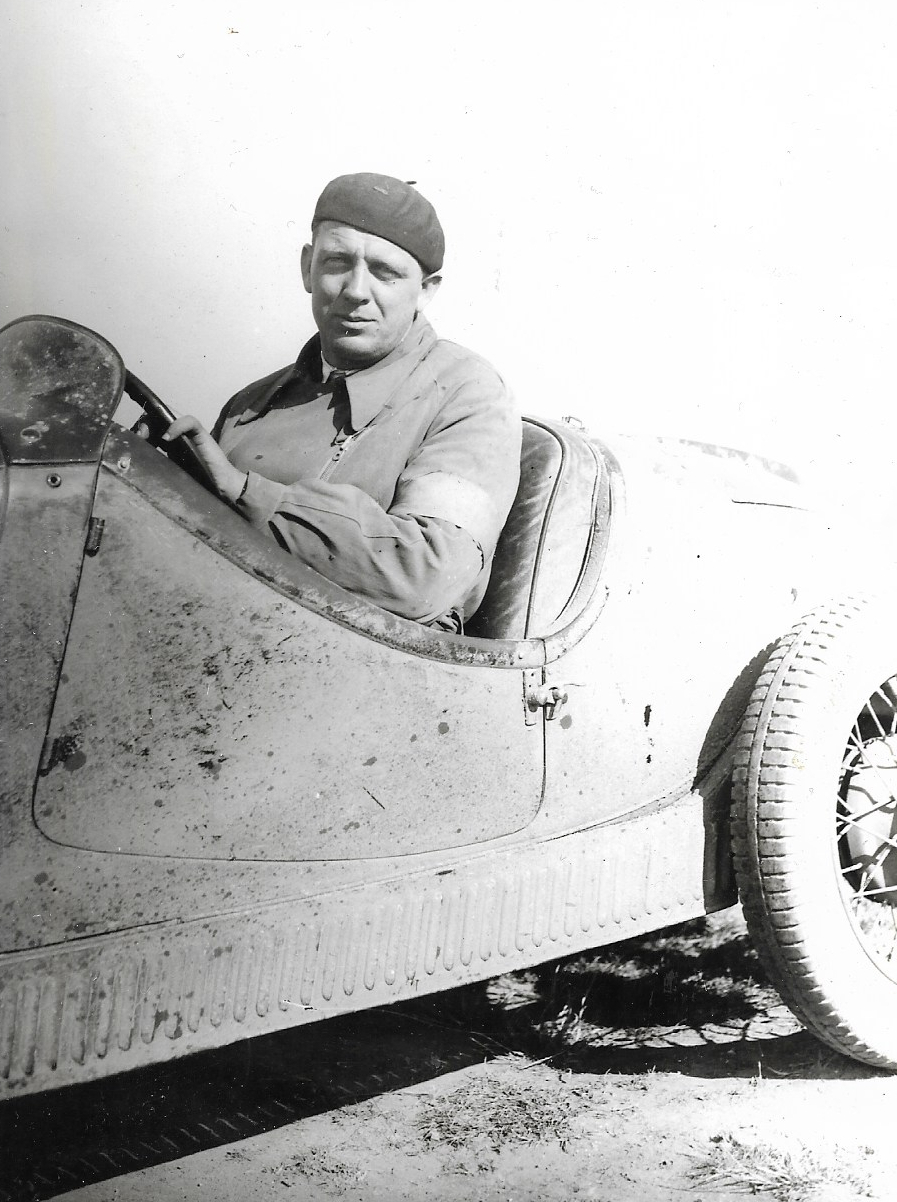
Jindřich Knapp, Walter Junior S (Ecce Homo, Masarykův okruh 1933)

Sportovní verze Walter Junior S (Sport) s rozvodem SV zaznamenala největší úspěch na I. ročníku závodu 1000 mil československých, který se jel 10.–11. června mezi Prahou a Bratislavou. Automobilka Walter nasadila 3 sportovní vozy Walter Junior S v třídě do 1100 cm3. Posádky Leo Sabat/J.Ulč (st. č. 42), Jindřich Knapp/Karel Vojíř (st. č. 43) a Jar. Manda/Rud. Hodek (st. č. 44). V soutěži továrních týmů obsadil Walter 2. místo. Jindřich Knapp s Karlem Vojířem zvítězili bezpečně ve třídě do 1100 cm3 při průměrné rychlosti 79,98 km/h a v celkovém pořadí obsadili 2. místo za vítěznou, šestiválcovou Pragou Alfa posádky ing. Petra Muchy. Jindřich Knapp navíc získal Cenu města Brna pro nejrychlejšího jezdce ve třídě do 1100 cm3.

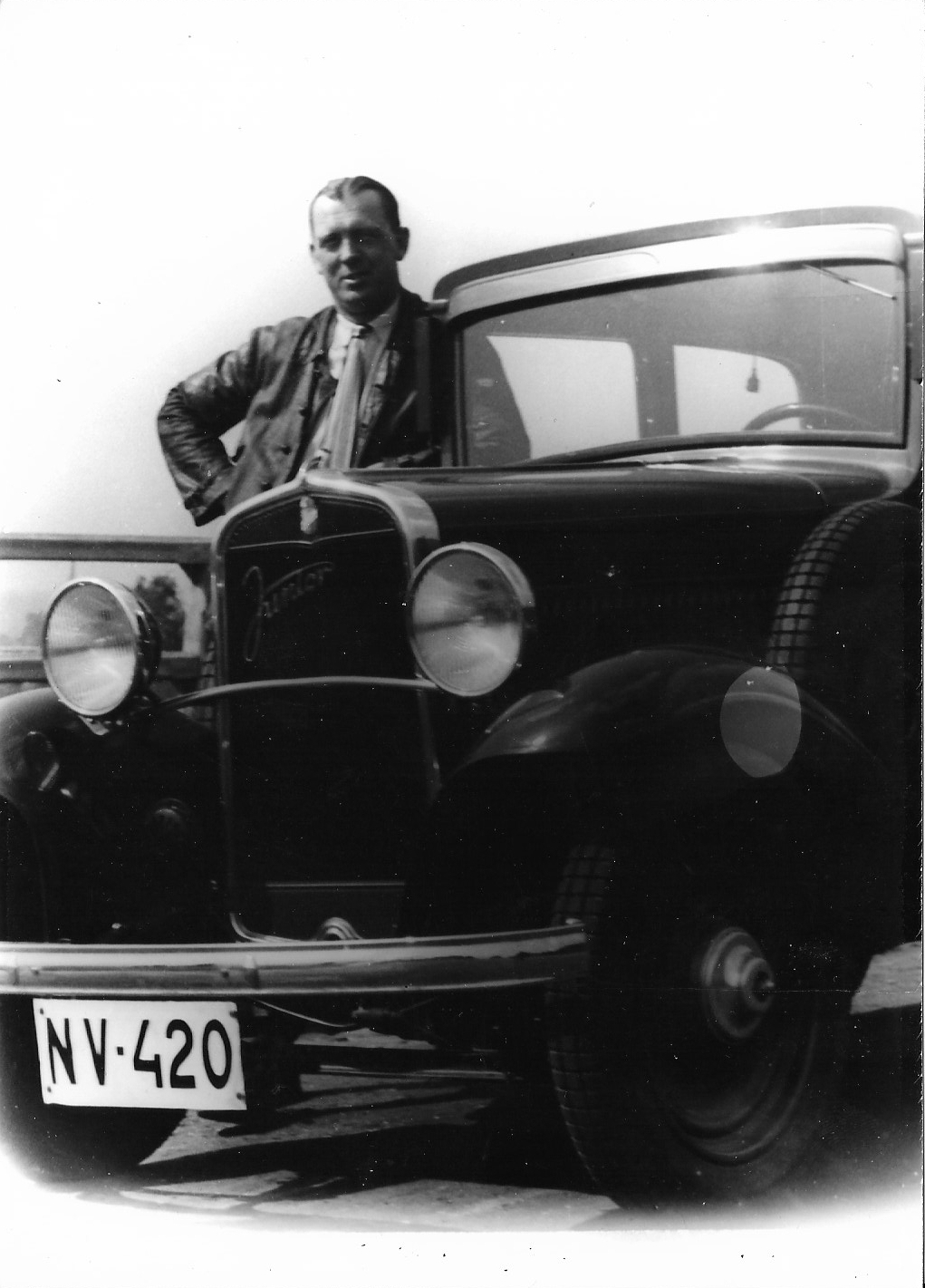
S Walter Juniorem jel Jindřich Knapp Rallye Monte Carlo (1934)

Závodní verze Walter Junior S s rozvodem OHV, odlehčená minimálně o všechny blatníky a přední sklo, byla nasazena v roce 1933, těsně před Masarykovým okruhem v závodě do vrchu Ecce Homo (10. září) u Šternberka. Test vozu se vydařil a Jindřich Knapp s ním obsadil v čase 6:44,9 min. 1. místo ve třídě závodních vozů do 1100 cm3, mezi závodními vozy skončil 5. a celkově 9.

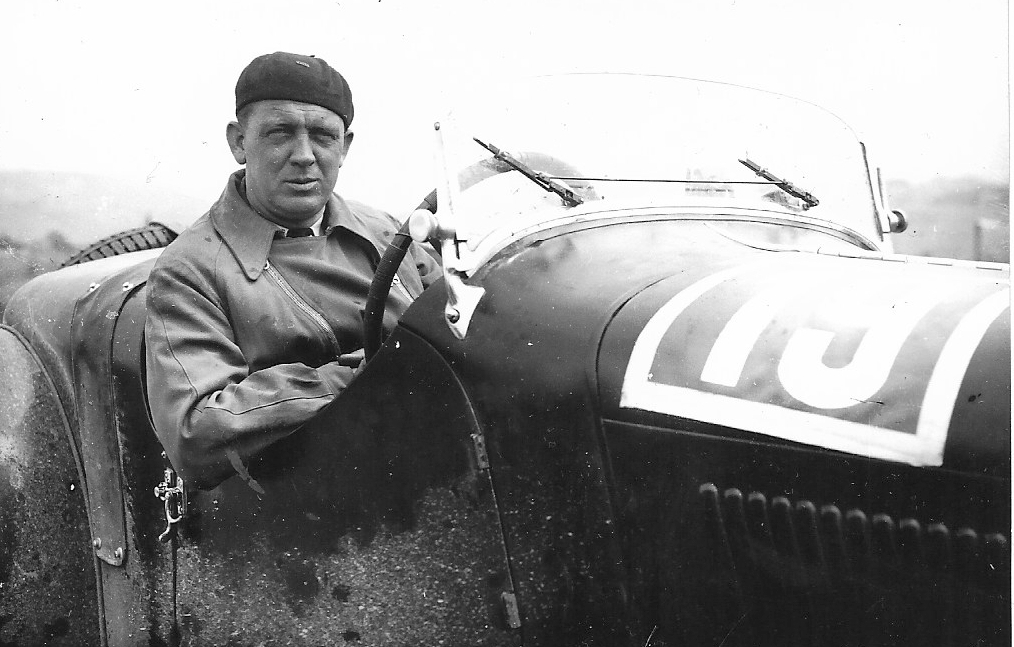
Jindřich Knapp, Walter Standard S (1000 mil Československých 1934)

O týden později (17. září) byl Walter Junior S nasazen do IV. ročníku Velké ceny Masarykovy, kterou uspořádal automotoklub ČAMS (Československý Automobilový klub pro Moravu a Slezsko) do 4. závodu na Masarykově okruhu u Brna. Přestože v tréninku na tento závod měl Knapp těžkou havárii – v Pisárkách otočil svůj vůz na "budku", do závodu byl vůz připraven. Závod slabší kategorie do 1500 cm3 (Voiturettes), ve které startoval i Jindřich Knapp na voze Walter Junior S (st. č. 80), se jel na 15 okruhů tj. na 437,1 km. Přes handicap v objemu a kolizi s Pietschem (Alfa Romeo) na začátku 7. kola se Jindřich Knapp umístil na 4. místě v čase 4:52:48,4 h průměrnou rychlostí přes 90 km/h. Jindřich Knapp jako nejúspěšnější jezdec na stroji domácí výroby získal Ceny Ministerstva obrany, Autoklubu Republiky Československé (AKRČs) a bronzovou plaketu předsednictva ČAMS.
- 1934

Za ryze sportovní úspěch vozu Walter Junior můžeme jmenovat z roku 1934 účast v lednové Rallye Monte Carlo. Tovární jezdec Jindřich Knapp dojel do cíle na azurovém pobřeží bez trestných bodů, ale protože zvolil kratší trať ze španělské Valencie, získal méně „plusových“ bodů a obsadil 39. místo ve třídě do 1500 cm3 a 85. v absolutním pořadí.

V roce 1934 při příležitosti konání XXIV. pražského autosalonu vykonal Walter Junior vytrvalostní jízdu Walter Junior 50 000 km na trase Praha – Brno – Bratislava a zpět, na které jezdil po dobu 42 dnů (4. března – 15. dubna). Jízda byla označena za vytrvalostní, ale rovněž jako trénink na II. ročník 1000 mil Československých, který se jel o 2 měsíce později v červnu 1934. Za volantem se vystřídalo na 20 jezdců (valná většina z těch, kteří později jeli za továrnu 1000 mil s Juniory SS 8 posádek a jedna posádka se Waltrem Standard S), zahajoval Jindřich Knapp a 15. dubna v 11 hodin dopoledne na výstavišti končil Ivan Hodáč, který převzal z rukou zástupce AKRČs vavřínový věnec. Vůz se zaplombovaným motorem ujel přes 50 000 km průměrnou rychlostí přes 50 km/h.

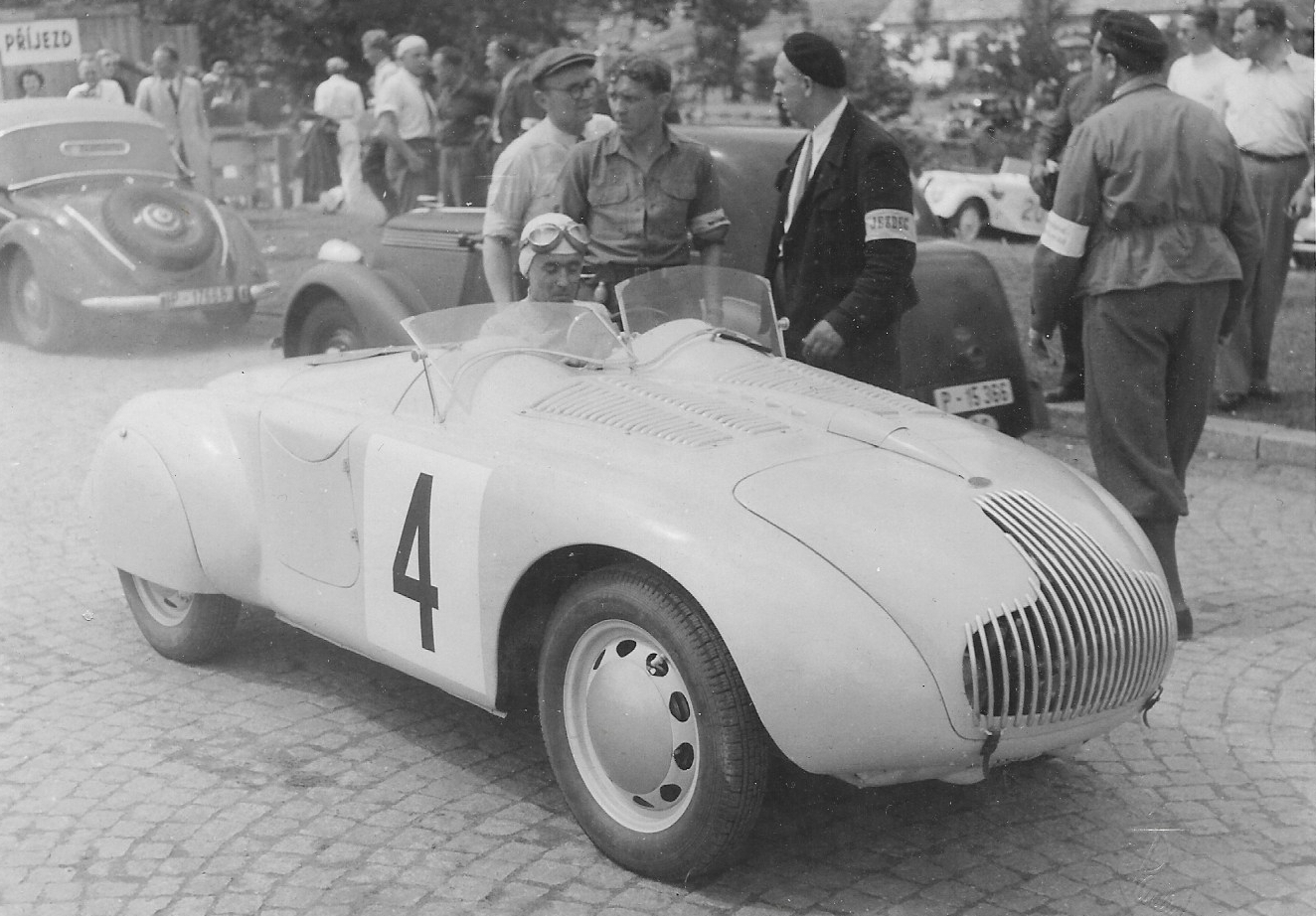
Jindřich Knapp s páskou JEZDEC (stojící u vozu Ivana Hodáče), Aero Minor Spider 1947

Vůz Walter Standard S, řízený Jindřichem Knappem s mechanikem Karlem Vojířem, vyslala továrna do II. ročníku těžkého silničního závodu 1000 mil Československých. Závod s mezinárodní účastí se jel ve dnech 9.–10. června na trati Praha – Bratislava – Praha, v celkové délce obou smyček 1600 km, tam a zpět 2×. Vůz vydržel námahu závodu, s bezpečným náskokem a v novém traťovém rekordu zvítězil. Knapp s Vojířem dosáhli času 15:22:37 h, což představuje průměrnou rychlost 103,598 km/h a poslední čtvrtinu závodu, tedy trať Bratislava – Praha dal za (na tu dobu neuvěřitelných) 111,5 km/hod. Vyhráli s více než půlhodinovým náskokem a jako jediní ze startovního pole překročili rychlostní průměr 100 km/h. Vytvořil absolutně nejrychlejší čas na této trati, který již nebyl překonán. Jindřich Knapp (39) vyhrál Cenu AKRČs za absolutní vítězství a vítězství ve třídě, Cenu hl. města Prahy pro jezdce z Prahy, Cenu města Bratislavy, Cenu firmy Baťa pro nejrychlejšího jezdce na pneumatikách Baťa, Cenu firmy Technospol pro nejrychlejšího jezdce se svíčkami Champion, Cenu firmy Pála pro nejrychlejšího jezdce s baterií Palaba a Cenu továrny Walter.
- 1935

V březnovém vydání magazínu Auto bylo uvedeno, že loňský vítěz „1000 mil", J. Knapp, podal přihlášku pro letošní závod. Pojede na 6válci Walter Princ, 2500 cm³, s Karlem Vojířem jako spolujezdcem. Dostal startovní číslo 2, ale na startu se z neznámých příčin neobjevil. Čas dosažený Knappem z roku 1934 nebyl překonán. V roce 1935 se jel tento závod naposledy. A zůstává tak absolutním rekordem 1000 mil československých na "věčné časy". Závod 1000 mil československých byl obnoven v roce 1970 jako závod veteránů pro vozy do roku výroby 1939.
- 1947

Krátce II. světové válce odešel z armády Ivan Hodáč a stal se zaměstnancem jinonického podniku (tehdy Letecké závody n.p.). Od roku 1946 závodil na voze BMW 328, který mu seřizovali Jindřich Knapp s jinonickými mechaniky. Ještě jednou se Jindřich Knapp (52) objevil na závodním okruhu. Při nasazení sportovního vozu Aero Minor Spider na okruhovém závodě v Praze-Kunratitích (Pražský trojúhelník, 3. srpna 1947) totiž vedle vozu, v němž seděl pozdější vítěz závodu v třídě do 750 cm³ Ivan Hodáč (st. č. 4), stál Jindřich Knapp (st. č. 5) a měl na levé ruce pásku s označením „JEZDEC“. Ano, pan JEZDEC.